# Unidad Académica Campesina-Carmen Pampa
La Unidad Académica Campesina-Carmen Pampa (UAC-Carmen Pampa) es una universidad de Bolivia con techo académico de la Universidad Católica Boliviana San Pablo (UCB), fundada en 1993 para servir a la población pobre rural del país. Está situada en Carmen Pampa, una comunidad que se encuentra 12 km de la localidad de Coroico en el departamento de La Paz. 

## Historia
La UAC-Carmen Pampa fue fundada el día 3 de octubre de 1993 por la Hna. Damon Nolan, una monja de las Hermanas Misioneras Franciscanas de la Inmaculada Concepción de la Tercera orden de San Francisco.  Se fundó como una de varias unidades rurales con techo académico de la Universidad Católica Boliviana San Pablo (UCB) dentro de su Instituto de Desarrollo Rural, y en 2010 logró ser una unidad dependiente de la sede de la UCB en La Paz. La UAC-Carmen Pampa ofreció primero el título de técnico superior en agronomía, zootecnia y enfermería, y en 1998 se aumentó su oferta a nivel licenciatura. En 2003 la UAC-Carmen Pampa inició un programa de Educación Primaria a nivel licenciatura, y el 2006 inició un programa Turismo Rural a nivel de técnico superior.  La UAC-Carmen Pampa también ofrece un programa de preuniversitario de un semestre para preparar estudiantes para estudios superiores.  La UAC-Carmen Pampa albergue a sus estudiantes en dormitorios, y llegó a 700 estudiantes en 2010.
En 1999, la Carmen Pampa Fund fue establecido para proveer apoyo a la UAC-Carmen Pampa. Está ubicada en Saint Paul, Minnesota, EE. UU.
En 2003, las Naciones Unidas reconoció la UAC-Carmen Pampa como una institución con "mejores prácticas en la erradicación de la pobreza". En mayo de 2011, la sección de educación y salud de la Asamblea Legislativa del Estado Plurinacional de Bolivia honraron a las UACs con el reconocimiento de "Institución Meritoria del Estado" por sus esfuerzos hacia la educación superior. La UAC-Carmen Pampa ha estado también reconocida por el Center for Education Innovations.

## Misión
La misión de la UAC-Carmen Pampa es hacer llegar la educación superior a los jóvenes del área rural y a los que están por cualquier razón, marginados de la posibilidad de realizar tales estudios; preparar hombres y mujeres que, inspirados por principios de la vocación cristiana, estén llamados al servicio de los demás, con una capacitación profesional de alta calidad y un compromiso cristiano que guiará sus decisiones; buscar constantemente la verdad y el bien mediante la enseñanza - aprendizaje, la investigación y la extensión hacia su comunidad; estructurar programas de extensión dentro de proyectos específicos que permitan satisfacer necesidades sentidas de la comunidad; e integrar la labor de la comunidad universitaria hacia el campo, reforzando y fomentando el proceso de liberación socioeconómica mediante la actividad académica, investigativa y de extensión.